# 유상
유상(柳瑺, 1643년(인조 21) ~ 1723년(경종 3))은 조선 후기의 의관으로서 숙종 때의 두과(痘科) 전문의이다. 본관은 문화이며, 판관 유인(柳湮)의 손자이고, 문해백 유경집(柳景緝)의 아들로서 얼자이다. 상(相) 또는 상(尙)으로도 불린다.
진사로서 동참 의약(議藥)하였고, 1683년(숙종 9년) 한양에서 두환(痘患, 천연두)이 크게 일어났을 때 왕의 두환을 시진(侍診)하였으며, 그 공으로 동지중추부사(同知中樞府事)가 되었다. 이어서 서산 군수에 제수하였으나, 왕이 아직 다 낫지 않았기 때문에 멀리 보낼 수 없다는 이유로 고양 군수에 임명되었다. 고양 등지의 군수에 임명되었다.
1699년(숙종 25년) 세자의 두환을 치료하여 지중추의 실직을 받았고, 이후 합천과 삭녕군수를 역임하였다.
1711년(숙종 37년) 왕자를 치료하여 가자되고, 합천 군수가 되었다가 삭녕 현감이 되었다.

## 일화
《청구야담》에는 두 가지 일화가 나와 있다.
감꼭지탕 일화
젊은 시절 유상이 경상도 감사의 책실(책의 출판과 보관을 맡은 벼슬아치)로 따라갔다가 할 일이 없어서 서울로 돌아오게 되었다. 어느 날 어떤 집에서 하루를 묵게 되었는데, 주인이 잠시 자리를 비운 틈에 주인의 책을 허락없이 읽다가 꾸중을 듣게 된다. 그런데 이튿날 그 주인이 유상에게 중간에서 쉬지 말고 가라고 채근하였다. 유상이 탄 나귀는 바람처럼 달려 지금의 성남 판교 부근까지 내달았다. 그곳에는 별감 십여 명이 임금 숙종의 명으로 그를 기다리고 있었다. 임금 숙종이 간밤에 꿈을 꾸었는데, 신인이 나타나 유 의원을 부르라고 했다 한다.
유상이 남대문 부근 구리개(을지로 입구 부근)를 지날 무렵 한 아낙이 마마(곧 천연두)를 앓는 아이를 업고 있었다. 유상이 물으니 아낙이 답하기를, “아이가 다 죽어가는데 한 스님이 보더니 시체탕을 쓰라 하여 그걸 먹여 살렸습니다.”라고 하였다. 유상이 간밤에 몰래 본 책에도 그것이 나온 듯하여 그대로 따랐더니 효험을 보아 임금이 나았다.
이 시체탕(柹蔕湯/枾蔕湯/柿蔕湯)은 감의 꼭지를 달여 만든 탕인데, 딸꾹질이나 설사 따위를 그치게 하는 데 쓴다.
저미고 일화
유상이 입궐하여 진찰하고 저미고(猪尾膏)라는 약재를 쓰기로 하자, 숙종의 어머니 명성대비(明聖大妃)가 준제(峻劑; 약성이 강한 약)이라며 펄쩍 뛰었다. 아무리 청해도 허락이 떨어지지 않자 유상은 소매 속에 몰래 약을 넣어 들어가 쓰니, 병세가 누그러지고 이내 회복하였다.

## 저서
- 《고금경험활유방》(古今經驗活幼方)

## 참조 자료
- 강명관 (2004년 1월 5일). 〈수만 백성 살린 이름없는 명의들 | 민중의〉. 《조선의 뒷골목 풍경》 초 12쇄판. 서울: 푸른역사. ISBN 89-87787-74-5.
- 〈유상〉. 《Daum사전 - 문화원형 백과사전》. 2008년 6월 17일에 확인함.[깨진 링크(과거 내용 찾기)]
- 〈유상〉. 《엠파스 백과사전》. 2008년 6월 17일에 확인함.